# Списак најпознатијих дијаманата
Списак најпознатијих дијаманата сачињен је за изузетно вредне и познате примерке који имају своје називе и који се међусобно разликују према својој изванредној боји, облику и димензијама, а нарочито према процењеној вредности. Такође на листи се налазе и дијаманти који су из неког разлога историјски познати.
- Олнатов дијамант.
- БПМ 37093 (енгл. BPM 37093).
- Вековни дијамант.
- Звезда Африке (енгл. Star of Africa), највећи оштар драги камен икада пронађен. Његова првобитна вредност била је 3106.75 карата (621.35 г). Познат је и под називом Кулинан.
- Дарја-је Нор дијамант (енгл. The Darya-ye Noor Diamond), најпознатији дијамант са Ирске краљевске круне.
- Дипден (енгл. The Deepdene).
- Дрезденски зелени дијамант.
- Дадли дијамант.
- Евгеније Плави дијамант.
- Ексцелзиор дијамант.
- Фирентински дијамант.
- Златни јубилеј (енгл. The Golden Jubilee), највећи икада ископани, брушени дијамант од 545.67 карата (109.13 г.).
- Велики крушкасти (хризантемски) дијамант (енгл. The Great Chrysanthemum Diamond)
- Дијамант Велики Могул (енгл. The Great Mogul Diamond).
- Срце вечности (енгл. The Heart of Eternity Diamond), један од највећих тамноплавих дијаманата
- Хоупов дијамант (енгл. The Hope Diamond), чувени тамноплави уклети дијамант.
- Хортензија дијамант.
- Око идола (енгл. The Idol's Eye).
- Неупоредиви дијамант.
- Џонсов дијамант.
- Кимберли дијамант.
- Кох–и-Нор (енгл. The Koh-i-Noor), веома стар (спомиње се у Бабурнама 1526) и окружен легендом о његовој лепоти. Сматра се да је он најлепши дијамант икада откривен.
- Лесото обећање (енгл. The Lesotho Promise), је по величини 15-ти дијамант на свету, по белини 10-ти и највећи дијамант нађен у протеклих 15 година.
- Миленијумска звезда (енгл. The Millennium Star), је највећи беспрекорно (D степена), прозирно бели дијамант.
- Црвени дијамант Мусајев (енгл. The Moussaieff Red Diamond), највећи јасно црвени дијамант.
- Низама дијамант.
- Дијамант океански сан (енгл. The Ocean Dream Diamond), једини познати природно тамноплаво-зелени дијамант.
- Дијамант Опенхајмер (енгл. The Oppenheimer Diamond).
- Орлов (енгл. The Orloff), индијски розе пресечени дијамант чија је првобитна намена била да представља око једној од Хинду статуа.
- Узоран дијамант.
- Португалски дијамант.
- Главни розе дијамант.
- Дијамант тиква (енгл. The Pumpkin Diamond), претпоставља се да је највећи жарко наранџасти дијамант.
- Дијамант Црвени крст (енгл. The Red Cross Diamond).
- Регент дијамант.
- Сенси (енгл. The Sancy).
- Шах дијамант (енгл. The Shah Diamond, веома стар дијамант (пронађен око 1450. године у Индији). Данас он представља део дијамантске колекције у Кремљу.
- Дијамант дух де Грисогонових (енгл. The Spirit of de Grisogono Diamond, највећи дијамант црне боје на свету.
- Спунмејкер дијамант (енгл. The Spoonmaker's Diamond, 86-каратни дијамант смештен у Топкапи палату у Инстамбулу, у Турској.
- Звезда Арканзаса (енгл. The Star of Arkansas).
- Звезда југа (енгл. The Star of the South).
- Стајнмец дијамант (енгл. The Steinmetz Pink Diamond), фантастичан јарко розе дијамант.
- Тејлор-Бартон дијамант.
- Жути дијамант Тифани (енгл. The Tiffany Yellow Diamond).
- Ујка Сем дијамант (енгл. The Uncle Sam Diamond), највећи дијамант откривен у САД.
- Варгас (енгл. The Vargas).